# Congratulations
"Congratulations" je pesem švedskega youtuberja PewDiePieja. Izšla je 31. marca 2019. Besedilo in glasbo so napisali David Paul Brown, Joel Gustaf “Roomie” Berghult, Felix Arvid Ulf Kjellberg (PewDiePie). Pesem je do sedaj prejela več kot 81 milijonov YouTube ogledov po vsem svetu. Ta pesem je blokirana v Indiji zaradi glasbene založbe T-Series.